# 298 aC
El 298 aC va ser un any del calendari romà prejulià. A la República i a l'Imperi Romà es coneixia com l'Any del Consolat de Barbat i Centumal (o també any 456 ab urbe condita). La denominació «298 aC» per a aquest any s'ha emprat des de l'edat mitjana, quan el calendari Anno Domini va ser el mètode prevalent a Europa per a anomenar els anys.

## Esdeveniments

### Antiga Grècia. ElsDiàdocs
- Cassandre, que l'any anterior (399 aC) o potser aquest mateix any havia ocupat Corcira veu com la ciutat s'entrega a Agàtocles de Siracusa cosa que obliga Cassandre a retirar-se.[2]
- Cassandre ataca Atenes i Olimpiodor, general atenenc, va per mar a Etòlia i aconsegueix que la Lliga Etòlia envii ajut a la ciutat. Cassandre s'ha de retirar. Una mica després Elateia, conquerida per Cassandre, es revolta, i Olimpiodor envia ajuda a la ciutat que resisteix l'atac.[3][4]
- Els celtes entren a Macedònia i Tràcia. Cassandre derrota algunes tribus a la serralada dels Balcans. Un segon grup encapçalat per Cambaules aconsegueix establir-se a Tràcia.[5]

### Antiga Roma
- Aquest any són elegits cònsols Luci Corneli Escipió Barbat i Gneu Fulvi Màxim Centumal.[6]
- la Lliga samnita forma una aliança amb les ciutats etrusques, amb els umbres, els lucans, els sabins i els gals sènons. Una tribu dels lucans manifesta la seva oposició a l'aliança amb el Sàmnium.[7]
- Els lucans demanen al Senat Romà ajuda contra els samnites que devasten el seu país, a canvi d'un pacte d'amistat i ostatges. El senat envia ambaixadors als samnites per demanar-los que abandonin el territori ocupat. Els samnites responen que si entren al Sàmnium mai en sortiran vius. El senat declara la guerra als samnites.[8][9]
- Màxim Centumal és enviat al Sàmnium, mentre que el seu col·lega va a Etrúria, els dos fronts de la Tercera Guerra Samnita, que aquest any s'inicia. Obté una notable victòria sobre els samnites, a prop de Boviànum i després conquereix Aufidena. També guanya algunes batalles contra els etruscs, que li valen els honors d'un triomf.[10]
- Derrota del cònsol Luci Corneli Escipió Barbat en la batalla de Camerínum la primera de la Tercera Guerra Samnita.[11]